# Дадаев, Хамзат Юнусович
Дада́ев Хамза́т Юну́сович (род. 21 марта 1938, Шалинский район, Чечено-Ингушская АССР) — чеченский живописец, член Союза художников Чечни, член Союза художников СССР (1971), Народный художник Чеченской Республики.

## Биография
В 1968 году окончил Краснодарское художественное училище, после чего работал Чечено-Ингушских художественно-производственных мастерских Художественного фонда СССР. Произведения Дадаева экспонировались на многих региональных, всероссийских, всесоюзных и международных выставках.
В 1987 году был делегатом VI съезда художников РСФСР в Москве. В 1988 году участвовал в работе VII съезда художников СССР в Москве. Был членом правления Союза художников Чечено-Ингушетии и Чеченского отделения Союза художников России. Работы Дадаева представлены в частных коллекциях в России и за рубежом.

## Награды и звания[1]
- Заслуженный художник Чеченской Республики (1990);
- Народный художник Чеченской Республики (20 февраля 2002 года);
- Золотая медаль Союза художников России (2012);
- Почётная грамота Министерства культуры Российской Федерации (2013).